# Hyundai Santro
La Hyundai Santro est un modèle de citadine produite par le constructeur sud-coréen Hyundai entre 1998 et 2014, et entre 2018 et 2022 en Inde. Le nom de "Santro" a été appliquée lors de sa première et deuxième génération au modèle Atos Prime, tandis que la troisième génération est un modèle à part.

## Première génération (1998-2003)

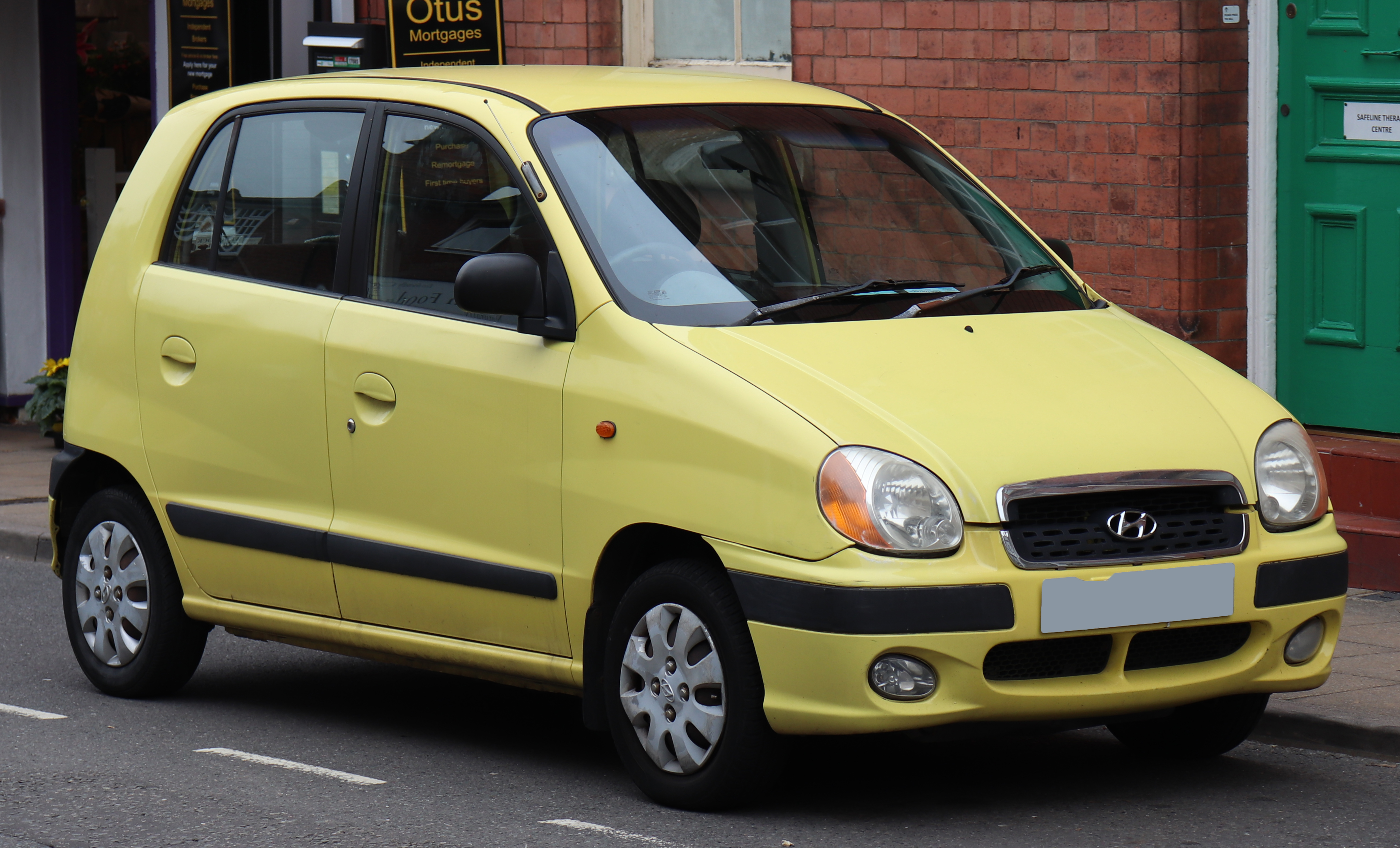
Première génération (1998-2003)

La première génération de Santro a été introduite en 1998 et mise en vente au début de 1999. Elle a également été vendue en Europe sous le nom d'Atos Prime et en Corée du Sud et en Indonésie sous le nom de Kia Visto.
Elle était connue sous le nom de Santro Zip en Inde de 1998 à 2003.

## Deuxième génération (2003-2014)

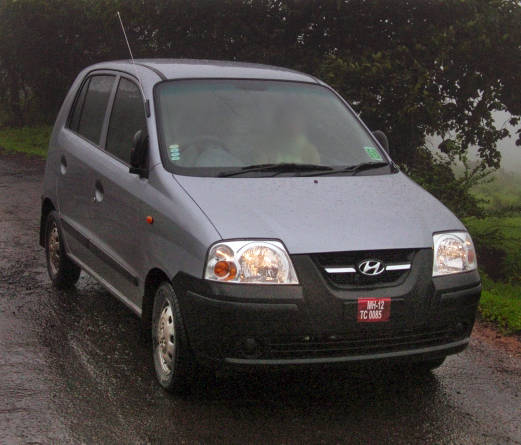
Deuxième génération (2003-2014)

Après que la Kia Visto a été remplacée par la Kia Picanto en 2004, la deuxième génération de Santro a été lancé en 2003. Alors que le lifting 2003 a été commercialisé dans le cadre de la première génération, Hyundai India a produit la Santro 2003 en tant que modèle de deuxième génération avec des ajustements à la plate-forme automobile et de nouvelles fonctionnalités.
Il était connu sous le nom de Santro Xing en Inde de 2003 à 2014.

## Troisième génération (2018-2022)

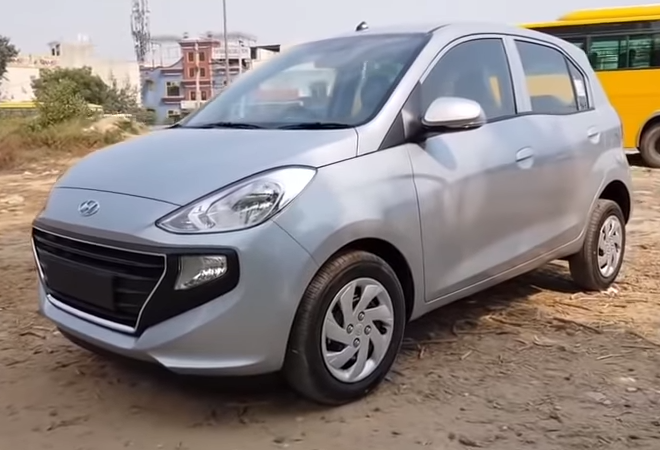
Troisième génération (Depuis 2018)
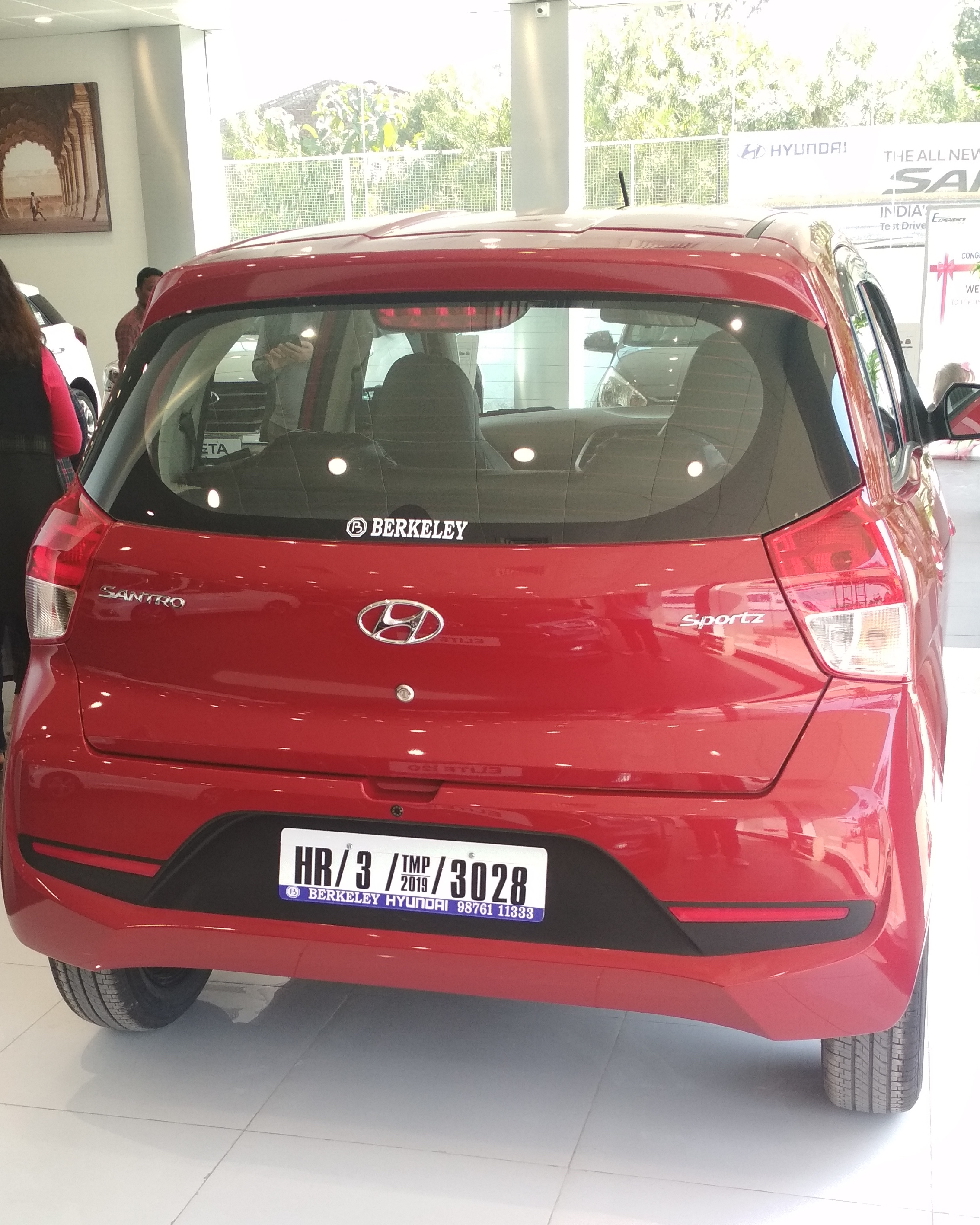
Vue arrière

La troisième génération du Santro a été lancée le 23 octobre 2018 en Inde. Cela marque le retour du modèle d'automobile en Inde après quatre ans depuis l'arrêt de la dernière génération et près de vingt-cinq ans depuis le début de la production. Elle est positionnée entre l'Eon (jusqu'en 2019) et le Hyundai i10. La production prend fin en 2022, la Santro n'ayant pas connu le succès espéré par Hyundai.